# 北京地铁DK16型电动客车
北京地铁DK16/16A/19型电动客车是北京地铁的电动客车车款之一，现在已经退出运营。

## 简介

### DK16
DK16型是长春客车厂在总结第一代凸轮调阻车的基础上设计的:54，共64辆，于1986至1988年生产:494。

### DK16A
DK16A生产与1988至1989年，共51辆。最初为4节编组营运，1995年改编为6节编组。全部属于太平湖车辆段，主要在2号线运营，一度也在13号线（原编号T103、T106，改造后编号H115-H118）和八通线（TQ115-TQ118）运营过。列车每节车厢共3对车门，为内藏门，列车两端拥有紧急出口。
从2007年11月，北京地铁开始逐步替换新型DKZ16型列车。有10组（60辆）退役列车被送往汶川大地震灾区广元市的宝轮中学、三堆镇敬老院、广元外国语学校等地作为临时宿舍使用。少数列车作为6号线的冷滑试验车辆用。

### DK19
DK19型仅1辆，编号为T1286（1995年扩编前为4424），在参数方面与DK16基本一致，不过车体材料为铝合金，且无加强筋。该车曾于2005年在北京地铁车辆厂大修，退役后于2020年恢复为出厂涂装，存放在古城车辆段。

## 列车改造
2000年，有3组DK16列车进行了控制系统改造，成为GTO斩波调压列车，编号为T302-T304，称之为300型。而部分列车在2006年经过了改造，安装了LED显示屏，变为DK16AG。

## 编组
在北京地铁2号线时期：
|          | DK16/19    |            |            |            |            |            |
| 車廂編號 | 1          | 2          | 3          | 4          | 5          | 6          |
| 集電靴   | 有         | 有         | 有         | 有         | 有         | 有         |
| 形式區分 | T1XX1 (Mc) | T1XX2 (Mc) | T1XX3 (Mc) | T1XX4 (Mc) | T1XX5 (Mc) | T1XX6 (Mc) |
| 动力单元 | 单元1      | 单元1      | 单元2      | 单元2      | 单元3      | 单元3      |
| 其他設備 |            |            |            |            |            |            |
| 安裝機器 |            |            |            |            |            |            |
| 車輛重量 | 35t        | 35t        | 35t        | 35t        | 35t        | 35t        |
| 載客量   | 180人      | 180人      | 180人      | 180人      | 180人      | 180人      |

在北京地铁13号线时期：
|          | DK16 ←西直门方向东直门方向→ |            |            |
| 車廂編號 | 1                           | 2          | 3          |
| 集電靴   | 有                          | 有         | 有         |
| 形式區分 | H1XX1 (Mc)                  | H1XX2 (Mc) | H1XX3 (Mc) |
| 其他設備 |                             |            |            |
| 安裝機器 |                             |            |            |
| 車輛重量 | 35t                         | 35t        | 35t        |
| 載客量   | 180人                       | 180人      | 180人      |

在八通线时期：
|          | DK16 ←四惠方向土桥方向→ |             |             |
| 車廂編號 | 1                       | 2           | 3           |
| 集電靴   | 有                      | 有          | 有          |
| 形式區分 | TQ1XX1 (Mc)             | TQ1XX2 (Mc) | TQ1XX3 (Mc) |
| 其他設備 |                         |             |             |
| 安裝機器 |                         |             |             |
| 車輛重量 | 35t                     | 35t         | 35t         |
| 載客量   | 180人                   | 180人       | 180人       |

## 列车图片

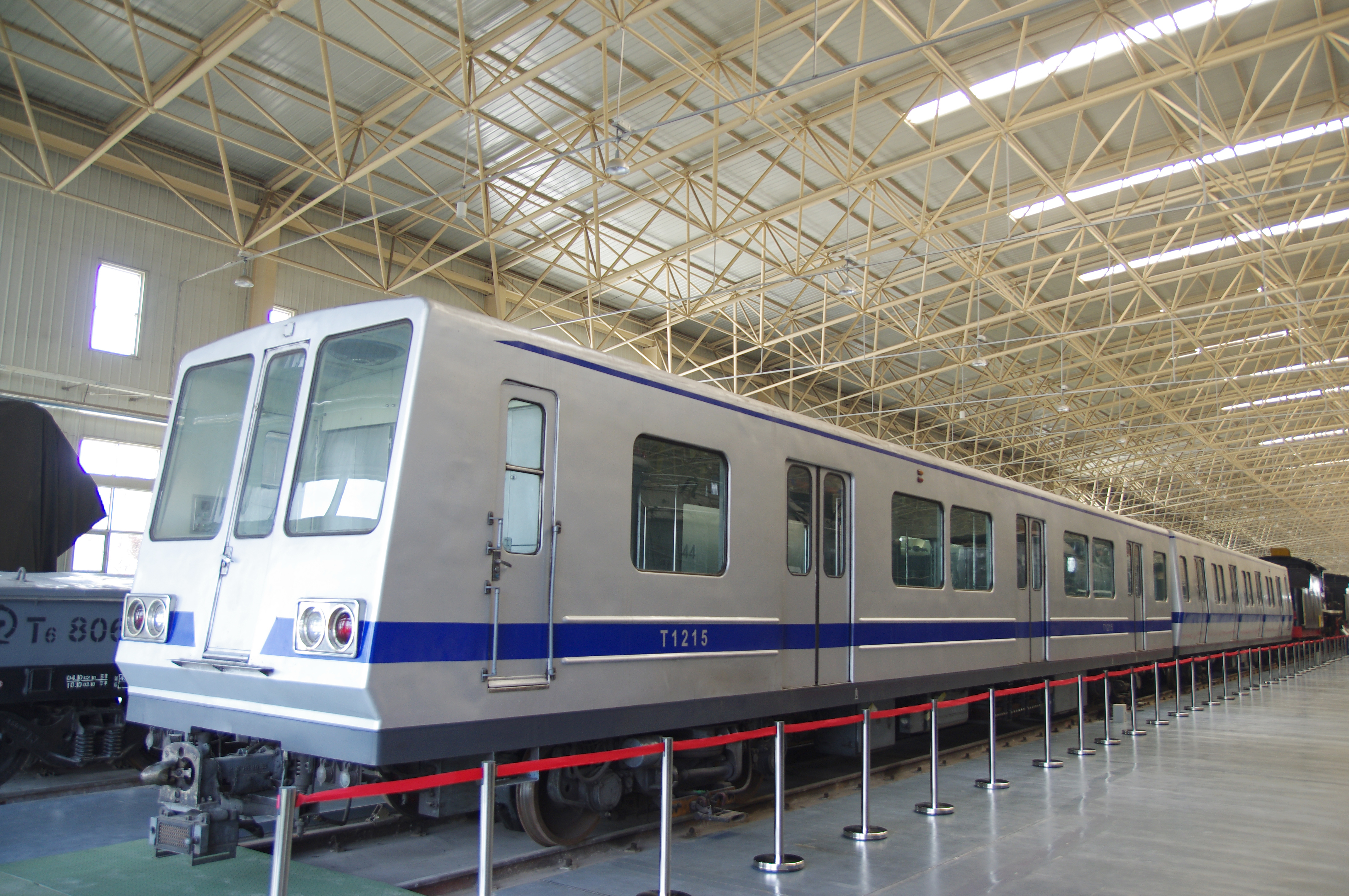
存放于铁道博物馆中为T1215号的DK16AG列车
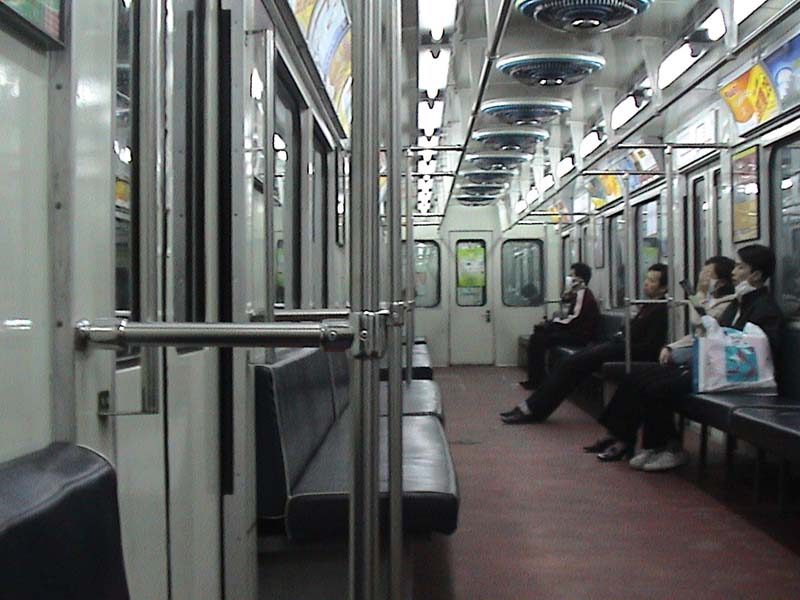
DK16型列车内部
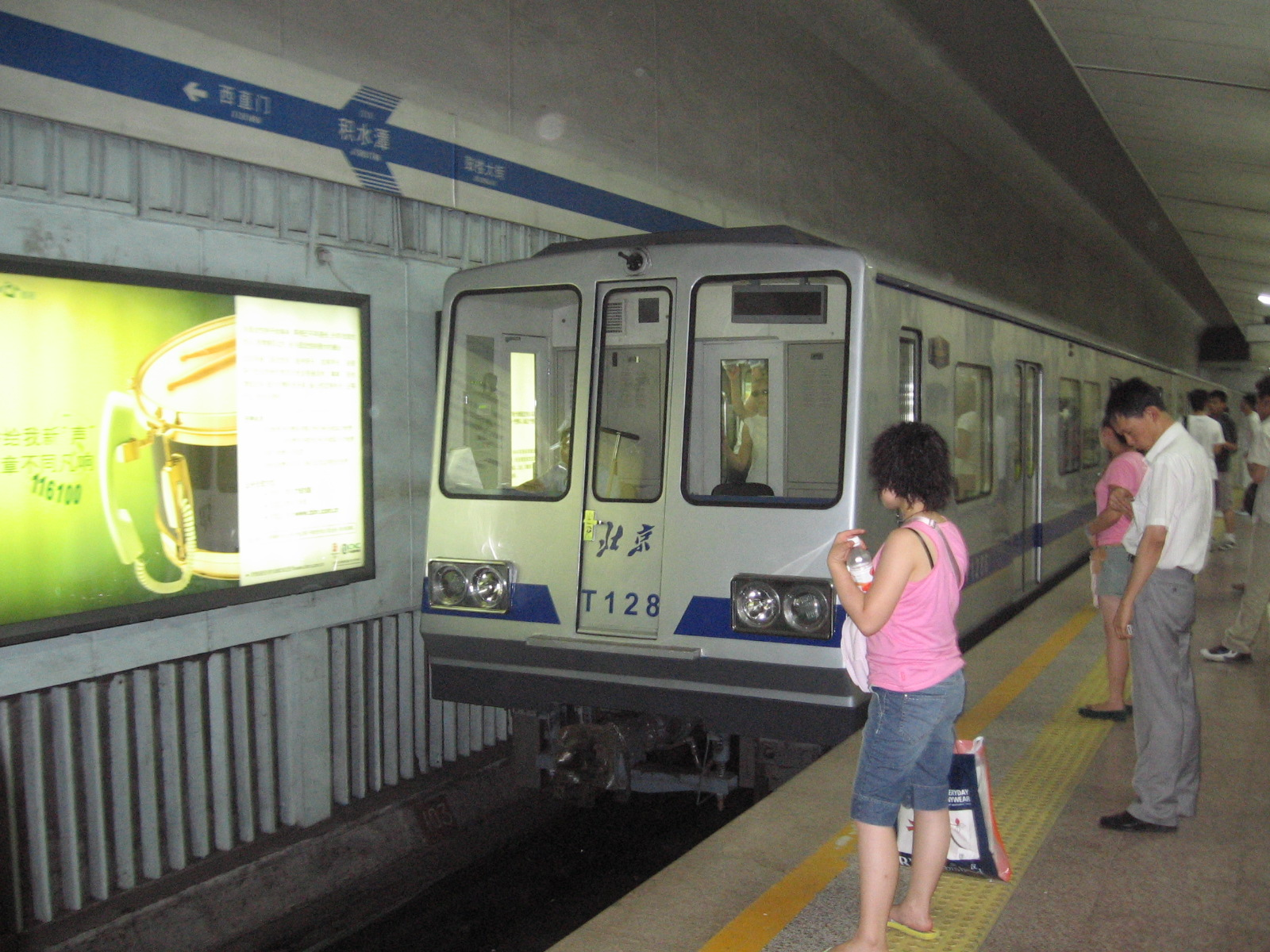
T128号列车在积水潭站；圖中的T1286號車為車體無加強筋的DK19型
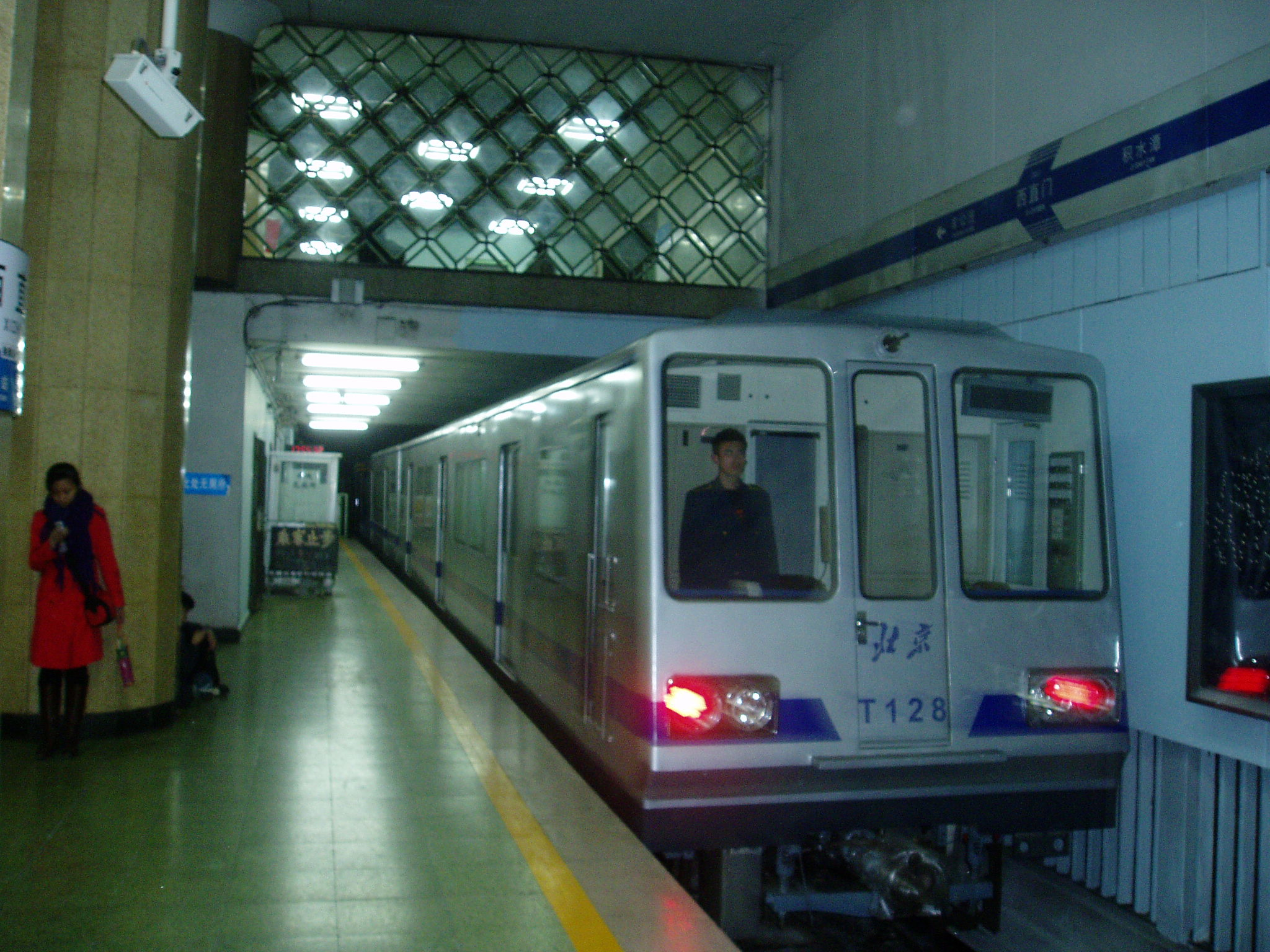
T128号列车在西直门站
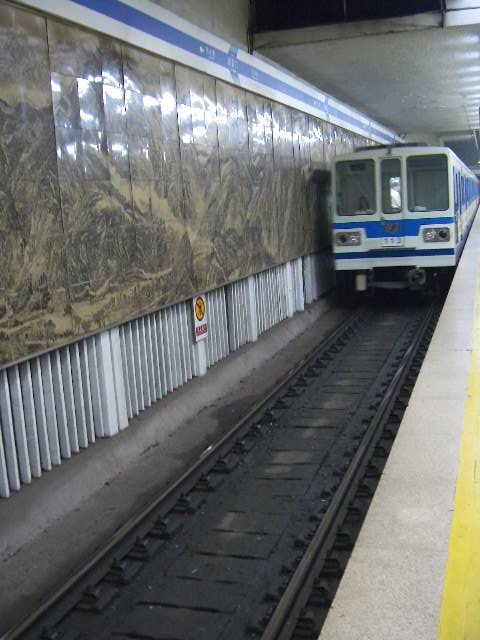
T113号列车在西直门站

## 事故
- 1995年11月5日18时13分，位于2号线的438号列车，在长椿街至复兴门区段与434号列车发生追尾事故，有32名乘客受轻伤，1名乘客留观无危险。列车部分车钩损坏，导致2号线中断运营302分钟。

## 车辆保存

#### DK16
- T1211、T1216，用作15号线冷滑实验车。

#### DK16A
- T1215，保存于中国铁道博物馆东郊分馆室外[8]。

#### DK16AG
- T1272，保存于定泗路停车场。
- T1273、T127?，保存于北京公安消防总队培训学院。
- T1275、T1276，保存于北京电子科技职业学院亦庄校区[9]

#### DK19
- T1286，已被古城车辆段翻新并还原车号为北京4424。

## 资料来源
1. ↑  长春客车厂厂史编审委员会. . 吉林人民出版社. 1997. ISBN 7-206-02756-3.
2. ↑  北京市地方志编纂委员会. . 北京出版社. 2002. ISBN 9787200044546.
3. ↑  不思議的轉轍機:DK16型另一個車號 （页面存档备份，存于） 2009年8月5日查看
4. ↑  新华网：北京地铁2号线首列新车10日载客 将陆续更换 （页面存档备份，存于） 2009年8月5日查看
5. ↑  北方网:北京60辆退役地铁运往四川灾区当宿舍 （页面存档备份，存于） 2009年8月5日查看
6. ↑  . cn.chinagate.cn.   [2022-05-03].
7. ↑  . news.sohu.com.   [2022-05-03].
8. ↑  . page.om.qq.com.   [2022-08-12]. （原始内容存档于2022-08-12）.
9. ↑   http://www.ditiezu.com/forum.php?mod=viewthread&tid=394679. 缺少或|title=为空 (帮助)[]